# Oecanthus pellucens
Oecanthus pellucens är en insektsart som först beskrevs av Giovanni Antonio Scopoli 1763.  Oecanthus pellucens ingår i släktet Oecanthus och familjen syrsor.

## Underarter
Arten delas in i följande underarter:
- O. p. calinensis
- O. p. pellucens

## Bildgalleri

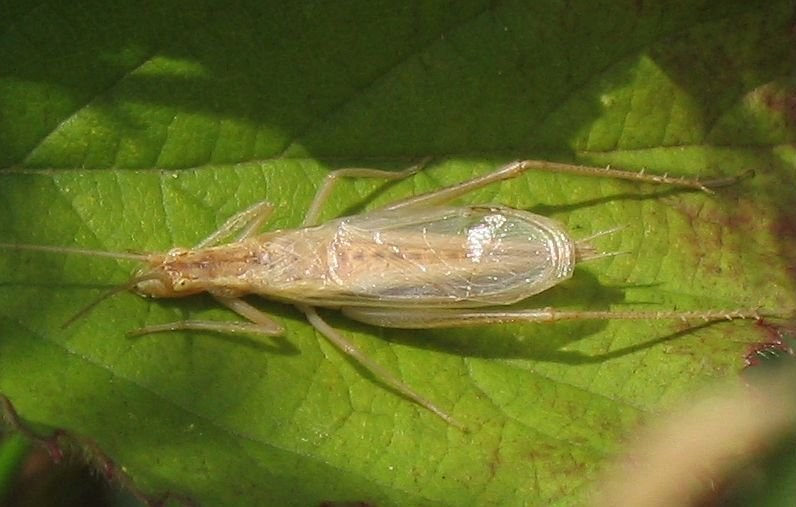
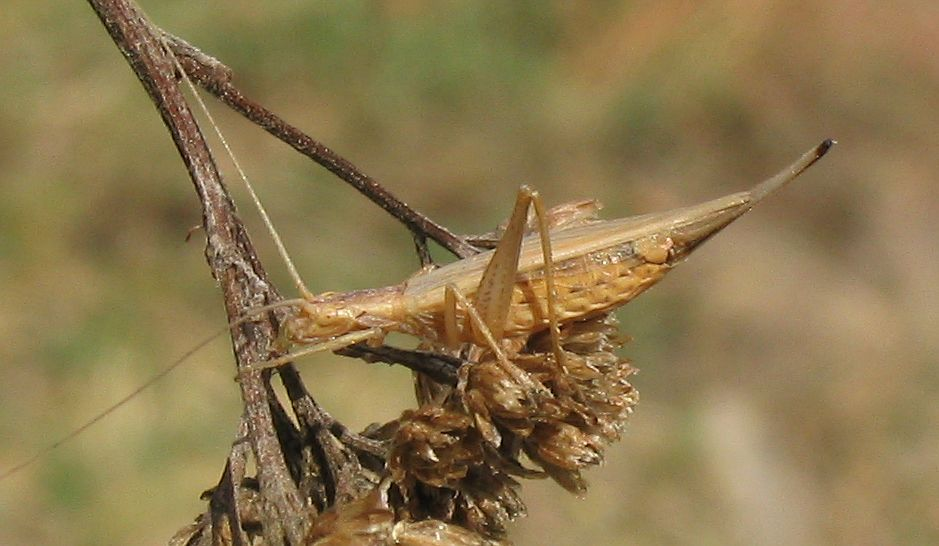
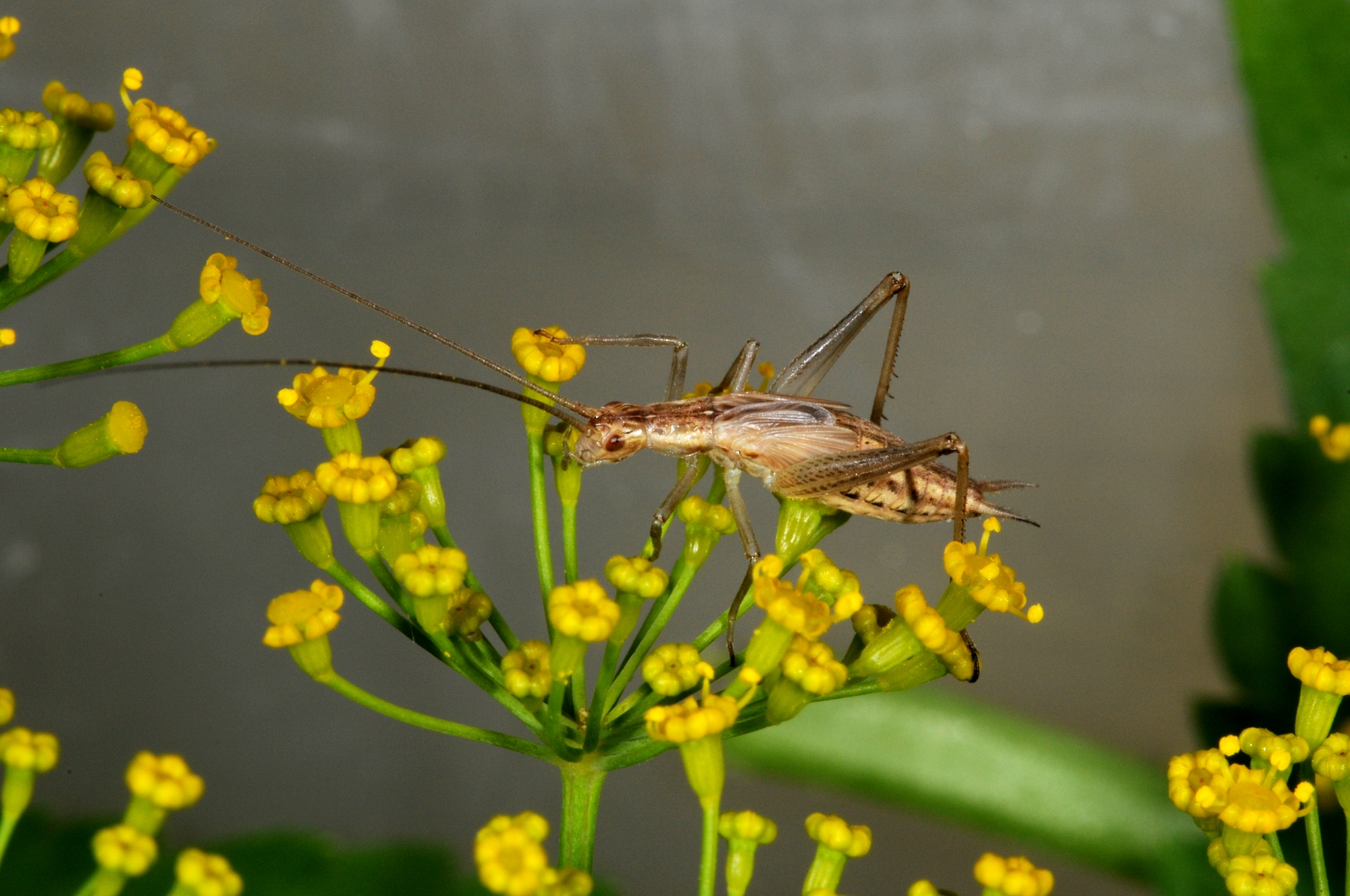
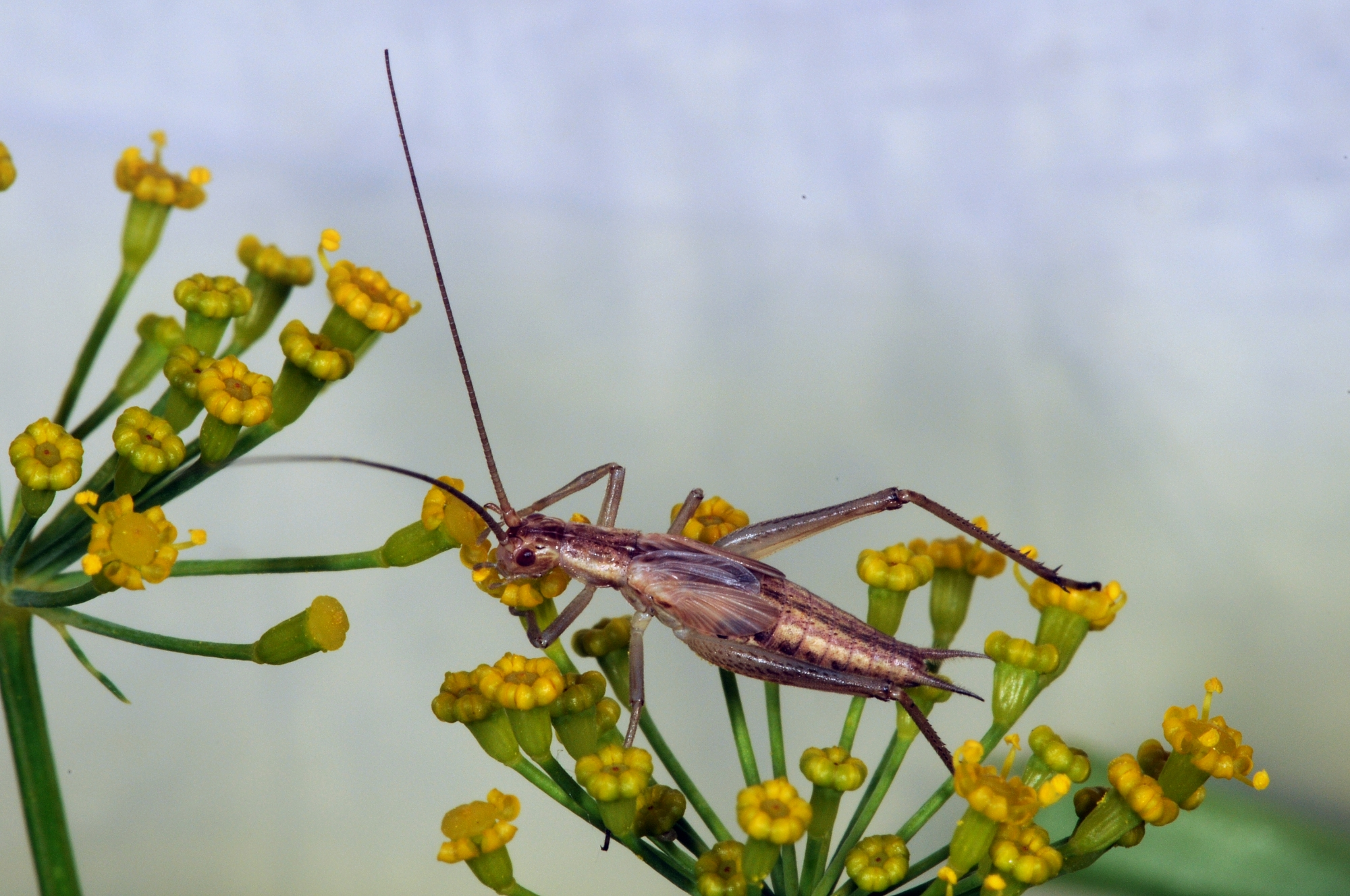
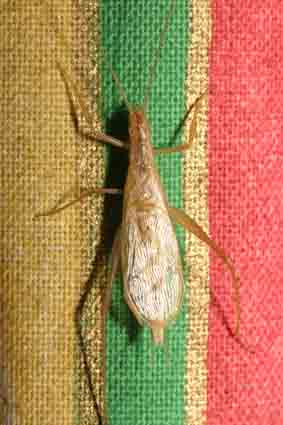
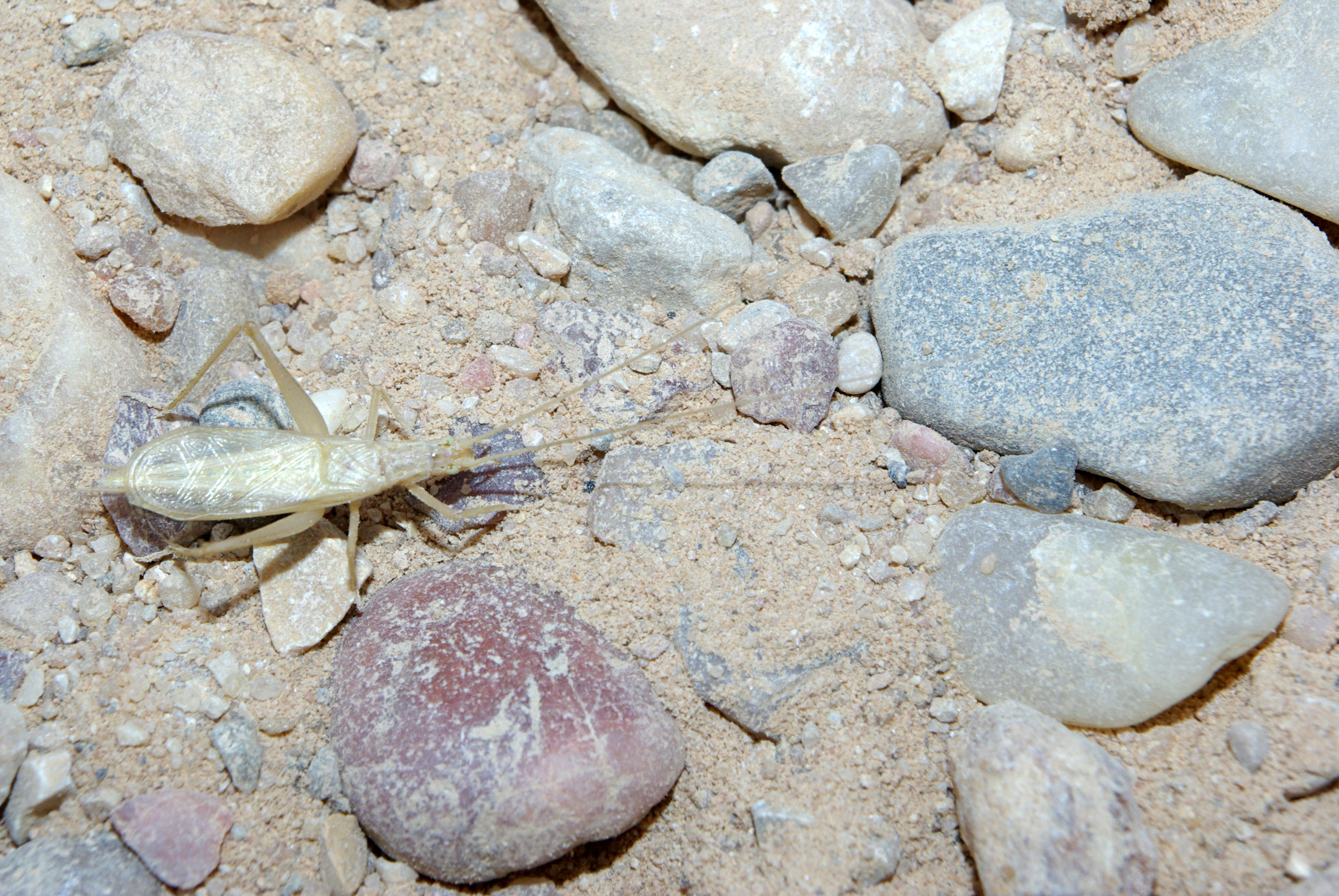